# Van Dammeho memoriál 2015
Memoriál Van Dammeho 2015 byl lehkoatletický mítink, který se konal 11. září 2015 v belgickém městě Bruselu. Byl součástí série mítinků Diamantové ligy 2015.

## Výsledky
- Archiv výsledků zde [1]

### Muži
| Disciplína     | 1. místo                 | 2. místo                 | 3. místo                      |
| 100 m          | Justin Gatlin 9,98       | Femi Ogunode 9,99        | Jimmy Vicaut 9,99             |
| 800 m          | Adam Kszczot 1:45,12     | Nijel Amos 1:45,25       | Amel Tuka 1:45,45             |
| 5000 m         | Yomif Kejelcha 12:53,98  | Hagos Gebrhiwet 12:54,70 | Abdalaati Iguider 12:59,25    |
| 400 m překážek | Jeffery Gibson 48,72     | Bershawn Jackson 48,76   | Kariem Hussein 48,87          |
| Skok o tyči    | Renaud Lavillenie 595 cm | Shawnacy Barber 585 cm   | Konstadinos Filippidis 580 cm |
| Trojskok       | Christian Taylor 17,59 m | Pedro Pichardo 17,06 m   | Lyukman Adams 16,97 m         |
| Vrh koulí      | Tomas Walsh 21,39 m      | O'Dayne Richards 21,37 m | Joe Kovacs 21,35 m            |
| Hod oštěpem    | Tero Pitkämäki 87,37 m   | Thomas Röhler 86,56 m    | Keshorn Walcott 84,03 m       |

### Ženy
| Disciplína      | 1. místo                     | 2. místo                        | 3. místo                      |
| 200 m           | Dafne Schippersová 22,12     | Allyson Felixová 22,22          | Elaine Thompsonová 22,26      |
| 400 m           | Shaunae Millerová 50,48      | Francena McCororyová 50,59      | Stephenie Ann McPherson 51,00 |
| 1 míle          | Faith Kipyegonová 4:16,71    | Sifan Hassanová 4:18,20         | Shannon Rowburyová 4:22,10    |
| 100 m překážek  | Dawn Harperová 12,63         | Sharika Nelvis 12,65            | Jasmin Stowersová 12,76       |
| 3000 m překážek | Habiba Ghribiová 9:5,36      | Hyvin Jepkemoiová 9:10,15       | Sofia Assefaová 9:12,63       |
| Skok do výšky   | Marija Lasickeneová 201 cm   | Anna Čičerovová 197 cm          | Ruth Beitiaová 193 cm         |
| Trojskok        | Caterine Ibargüenová 14,60 m | Hanna Knyazyeva-Minenko 14,42 m | Jekatěrina Koněvová 14,37 m   |
| Hod diskem      | Sandra Perkovićová 67,50 m   | Denia Caballerová 65,77 m       | Nadine Müllerová 62,64 m      |